# Changde
Changde, tidigare romaniserat Changteh, är en stad på prefekturnivå i Hunan-provinsen i södra Kina. Den ligger omkring 180 kilometer nordväst om provinshuvudstaden Changsha.

## Administrativ indelning
Den egentliga staden Changde är indelad i två stadsdistrikt. Landsbygden som tillhör prefekturen Changde är indelad i sex härad; dessutom lyder en satellitstad på häradsnivå under Changde.
- Stadsdistriktet Wuling (武陵区)
- Stadsdistriktet Dingcheng (鼎城区)
- Staden Jinshi (津市市)
- Häradet Shimen (石门县)
- Häradet Li (澧县)
- Häradet Linli (临澧县)
- Häradet Anxiang (安乡县)
- Häradet Hanshou (汉寿县)
- Häradet Taoyuan (桃源县)

De båda stadsdistrikten bildades 1988 av det tidigare Changde härad (Changde Xian), samtidigt som prefekturen Changde (Changde Diqu) omvandlades till stad på prefekturnivå (Changde Shi).

## Klimat
Genomsnittlig årsnederbörd är 1 706 millimeter. Den regnigaste månaden är maj, med i genomsnitt 303 mm nederbörd, och den torraste är december, med 32 mm nederbörd.